# Соломаха Катерина Марківна
Катери́на Ма́рківна Солома́ха (20 грудня 1920, село Олександрівка Лубенського повіту Полтавської губернії, тепер Лубенського району Полтавської області — 20 квітня 2003, село Олександрівка Лубенського району Полтавської області) — українська радянська діячка, новатор сільськогосподарського виробництва, ланкова колгоспу імені Леніна Лубенського району Полтавської області. Депутат Верховної Ради УРСР 4—5-го скликань. Герой Соціалістичної Праці (23.06.1949).

## Біографія
Народилася в селянській родині. Здобула початкову освіту, закінчивши в 1934 році три класи початкової школи в рідному селі.
У 1930-х роках закінчила курси трактористів і працювала їздовою, була членом рільничої ланки колгоспу імені Леніна Лубенського району Полтавської області.
У 1945—1946 роках — трактористка машинно-тракторної станції, яка обслуговувала колгосп села Олександрівки Лубенського району Полтавської області.
З 1947 року — ланкова рільничої ланки колгоспу імені Леніна (у 1950-х роках — імені Кірова, потім — імені Мічуріна) села Олександрівки (центральна садиба в селі Михнівці) Лубенського району Полтавської області. У 1948 році ланка Катерини Соломахи зібрала в середньому по 16,4 центнера волокна південних конопель на ділянці площею 2 гектари.
Указом Президії Верховної Ради СРСР від 23 червня 1949 року «за одержання високих врожаїв пшениці, соняшника і волокна південних конопель при виконанні обов'язкових поставок колгоспами і контрактації по всіх видах сільськогосподарської продукції, натуроплати за роботу МТС і забезпеченості насінням усіх культур для весняної сівби 1949 року» Катерині Марківні Соломасі було присвоєно звання Героя Соціалістичної Праці.
У 1955 році виростила по 25 центнерів конопель з кожного гектара на площі 5 гектарів, по 50 центнерів кукурудзи та по 350 центнерів цукрових буряків з гектара. Неодноразово брала участь у всесоюзній виставці ВДНГ, де була удостоєна декількох нагород.
Після виходу на пенсію в 1974 році проживала в рідному селі Олександрівці Лубенського району Полтавської області, де й померла в 2003 році.

## Нагороди
- Герой Соціалістичної Праці (23.06.1949)
- орден Леніна (23.06.1949)
- орден Трудового Червоного Прапора (26.02.1958)
- медаль «В ознаменування 100-річчя з дня народження Володимира Ілліча Леніна» (1970)
- мала золота медаль ВДНГ (1955)
- мала срібна медаль ВДНГ (1956)